# Avraám Papadópoulos
Pour les articles homonymes, voir Papadopoulos.
Avraám Papadópoulos (en grec : Αβραάμ Παπαδόπουλος), né le 3 décembre 1984 à Melbourne (Australie), est un footballeur grec, évoluant au poste de défenseur.
Considéré comme l'un des plus grands espoirs grecs au poste de défenseur. Il fut, lors du mois de juin 2008, l'objet d'une lutte intense entre les deux grands clubs du pays, Olympiakos Le Pirée, et Panathinaïkos, pour son transfert futur.
Il a connu sa première sélection avec les A, le 5 février 2008, lors du match amical opposant la Grèce à la Tchéquie.
Il joue le premier match de l'Euro 2012 contre la Pologne mais se blesse à la 36e minute de jeu. Forfait pour le reste du tournoi, il est opéré des ligaments croisés antérieurs.

## Palmarès
Olympiakos
- Championnat de Grèce (8)
  - Champion : 2009, 2011, 2012, 2013, 2014, 2020, 2021 et 2022

- Coupe de Grèce (3)
  - Vainqueur en Coupe de Grèce : 2009, 2012, et 2020